# Baishitou Xiang
Baishitou Xiang (kinesiska: 白石头乡, 白石头) är en socken i Kina. Den ligger i den autonoma regionen Xinjiang, i den nordvästra delen av landet, omkring 490 kilometer öster om regionhuvudstaden Ürümqi. Antalet invånare är 1 569. Befolkningen består av 756 kvinnor och 813 män. Barn under 15 år utgör 18,0 %, vuxna 15-64 år 75 %, och äldre över 65 år 5,0 %.
Genomsnittlig årsnederbörd är 175 millimeter. Den regnigaste månaden är juni, med i genomsnitt 65 mm nederbörd, och den torraste är mars, med 2 mm nederbörd.